# 幼齒老婆
《幼齒老婆》（韓語：어린 신부），是一部2004年上映的韓國喜劇電影。

## 劇情簡介
尚民是一位自以為所有女孩都喜歡自己的風流花心大學生；寶恩是看到帥哥就會激動不已的16歲高一女生。某一天，在加拿大進修的尚民，突然接到父母的電話，讓他回國。原來，尚民已故的祖父與寶恩的祖父曾經許下承諾，要讓各自的孫子成婚。尚民和寶恩對這樁婚事都表示抗拒，於是寶恩的祖父假裝即將離世，以促成這門婚事。不能公開的夫妻關係，隨著尚民去寶恩學校實習而漸漸充滿危機......

## 演員陣容
- 文瑾瑩 飾 孫寶恩
- 金來沅 飾 朴尚民
- 金仁文 飾 寶恩的祖父
- 韓振熙 飾 尚民的父親
- 金惠鈺 飾 尚民的母親
- 宋基胤 飾 寶恩的父親
- 鮮于銀淑 飾 寶恩的母親
- 安善英
- 尹燦
- 朴鎮宇 飾 政宇
- 申世景
- 金漢
- 柳德煥

### 特別出演
- 金寶慶
- 全媛珠

## 獲獎
- 第12屆春史電影賞
  - 女子新人獎（文瑾瑩）
- 第41屆大鐘獎
  - 男子新人獎（金來沅）
  - 女子新人獎（文瑾瑩）
  - 女子人氣獎（文瑾瑩）

## 外部連結
- NAVER電影 （页面存档备份，存于）